# Île de Cumberland
L' Île de Cumberland est une île de l'océan Atlantique rattachée à l'archipel des Sea Islands. Elle se trouve au large de la Géorgie et dépend du comté de Camden (30°51′ N, 81°27′ O). Elle a 28 km de longueur et sa superficie est de 147.37 km², dont 68.19 km² de marais, d'estrans, et de criques submergées à marée haute. L'île est seulement desservie par une navette accostant dans la petite ville de Saint-Marys.

## Orographie
L'essentiel de l'Île de Cumberland est rattaché à la réserve marine nationale du Cumberland Island National Seashore, bien qu'il s'y trouve quelques propriétés privées. Le parc est maintenu en zone naturelle.
Cumberland est une des îles de la barrière océanique de Géorgie, et celle qui offre la plus grande longueur de côte aux courants océaniques. Le parc national fixe une fréquentation maximale de visiteurs : soit de 300 visiteurs par jour, et les campeurs ne peuvent y passer que sept nuits.

## Écosystèmes
L'île présente trois écosystèmes différents :
- Le long de la côte ouest s'étendent des marais salins.
- On peut y voir pousser des chênes battus par les vents et couverts de mousse, et des palmiers en lisière d'une forêt maritime dense.
- La plage s'étire sur 27 km depuis le cap de Long Point au nord jusqu'au promontoire méridional qui fait face à Amelia Island en Floride. Tout au long de ce ruban de sable blanc, on peut observer des chevaux sauvages, des oiseaux et toute une faune variée. Ces plages sont également un site de ponte important pour les tortues Caouanne.

Un chalet traditionnel fait fonction d'écomusée, et évoque l'histoire de l'île et de ses habitants.

## Histoire
L'Île de Cumberland est en réalité un ensemble de deux îles : la grande île proprement dite et Little Cumberland Island, qui y est connectée par un estran. Little Cumberland est une propriété privée et n'est donc pas, en principe, accessible au public. 
Historiquement, l'Île de Cumberland appartenait à des particuliers, mais de larges portions ont été données à la National Park Foundation par des membres ou des héritiers de la famille Carnegie en 1971. D'autres terrains ont été acquis grâce à des dons de la Mellon Foundation et du Congrès américain, et en 1972 l'Île de Cumberland reçut le statut de rivage protégé. Un petit nombre de familles (principalement des descendants des premiers propriétaires) possèdent toujours une maison dans les parties ouest et nord de l'île, bien que très peu y séjournent toute l'année. Beaucoup ont fini par vendre leur propriété au National Park Service (NPS), en contrepartie d'un droit de visite à vie.
L'Île de Cumberland fut découverte par l'explorateur anglais John Davis. Au cours du XVIIe siècle, elle était rattachée à la Mission de Mocama de la Floride espagnole, et était le siège des villes de la mission espagnole San Pedro de Mocama.